# Vieux-Reng
Vieux-Reng és un municipi francès, situat a la regió dels Alts de França, al departament del Nord, a la frontera amb Bèlgica. L'any 2006 tenia 796 habitants. La part belga de l'antic poble enllà del riu La Trouille es diu Grand-Reng.

## Demografia
| 1962                                       | 1968 | 1975 | 1982 | 1990 | 1999 |
| ------------------------------------------ | ---- | ---- | ---- | ---- | ---- |
| 937                                        | 946  | 884  | 822  | 848  | 810  |
| Des de 1962: població sense dobles comptes |      |      |      |      |      |

## Administració
| Període | Identitat          | Partit |
| ------- | ------------------ | ------ |
| 2001-   | Philippe Brasselet | UPM    |